# Йос Гойвелд
Йос Гойвелд (нід. Jos Hooiveld, нар. 22 квітня 1983, Зеєн) — нідерландський футболіст, що грав на позиції захисника.
Виступав, зокрема, за клуби «Геренвен» та «Саутгемптон», а також юнацьку збірну Нідерландів.
Чемпіон Фінляндії. Володар Кубка фінської ліги. Чемпіон Швеції. Чемпіон Швеції. Чемпіон Данії. Володар Кубка Шотландії.

## Клубна кар'єра
Народився 22 квітня 1983 року в селі Зеєн (нід. Zeijen). Вихованець юнацьких команд футбольних клубів Achilles 1894 та «Еммен».
У дорослому футболі дебютував 2003 року виступами за команду «Геренвен», в якій провів три сезони, взявши участь у 14 матчах чемпіонату. 
Згодом з 2004 по 2011 рік грав у складі команд «Зволле», «Капфенберг», «Інтер» (Турку), АІК, «Селтік», «Копенгаген» та «Саутгемптон». Протягом цих років виборов титул чемпіона Фінляндії, ставав чемпіоном Швеції, чемпіоном Швеції.
Своєю грою за останню команду знову привернув увагу представників тренерського штабу клубу «Саутгемптон», до складу якого повернувся 2011 року. Цього разу відіграв за клуб з Саутгемптона наступні три сезони своєї ігрової кар'єри.
Протягом 2014—2018 років захищав кольори клубів «Норвіч Сіті», «Міллволл», АІК та «Твенте».
Завершив ігрову кар'єру у команді «Оріндж Каунті», за яку виступав протягом 2018 року.

## Виступи за збірну
У 2001 році дебютував у складі юнацької збірної Нідерландів (U-19), загалом на юнацькому рівні взяв участь у 4 іграх.

## Титули і досягнення
- Чемпіон Фінляндії (1):

«Інтер» (Турку): 2008
- Володар Кубка фінської ліги (1):

«Інтер» (Турку): 2008
- Чемпіон Швеції (1):

«АІК»: 2009
- Володар Кубка Швеції (1):

«АІК»: 2009
- Чемпіон Данії (1):

«Копенгаген»: 2010-11
- Володар Кубка Шотландії (1):

«Селтік»: 2010-11